# Haunoldgruppe
Horská skupina Haunoldgruppe (italsky Gruppo Rondoi-Baranci) je nejseverozápadnější podskupina Sextenských Dolomit. Její nejvyšším vrcholem je Haunold (italsky Rocca dei Baranci) o nadmořské výšce 2966 m n. m.

## Poloha
Horská skupina Haunold leží jižně od údolí Pustertal, na severovýchodě je ohraničena údolím Sextental a na východě ji údolí Innerfeldtal odděluje od masivu Dreischusterspitze (3152 m). Na jižní straně se nad údolím Rienztal zvedají štíty Drei Zinnen a na západě spadá úpatí skupiny do údolí Höhlensteintal. Celá horská skupina je chráněna v přírodním parku Drei Zinnen.
Rozeklaný skalnatý hřeben horské skupiny Haunold tvoří dominantu městečka San Candido. Nejvyšší vrchol Haunold leží jižně od San Candido a dříve se mu říkalo "Zwölfer".

## Cestovní ruch
Na území horské skupiny se rozvíjí letní i zimní turistika (lyžařský areál, turistické stezky a letní sáňkařská dráha).

## První výstupy
Hlavní vrchol Haunoldu byl prvním vrcholem skupiny Haunold, na který vystoupil 28. července 1878 ze severní strany J. Oberschneider. V témže roce Oberschneider poprvé zdolal rovněž dnešní normální trasu od jihu přes rozsáhlá suťová pole.
První zimní lyžařský výstup na známý dolomitský vrchol Hochebenkofel (2905 m) uskutečnil v roce 1907 R. Löschner se svými společníky.

## Vrcholy
- Haunold (2966 m) s východním vrcholem (2907 m), západním vrcholem (2933 m) a jižním vrcholem (2860 m).
- Gantkofel (2697 m)
- Toblacher Neunerkofel (2581 m)
- Birkenkofel (2922 m),
- Hochebenkofel (2905 m)
- Südlicher Bullkopf (2848 m)
- Nördlicher Bullkopf (2817 m)
- Schwalbenkofel (2873 m)
- Haunoldköpfl (2160 m)

## Galerie

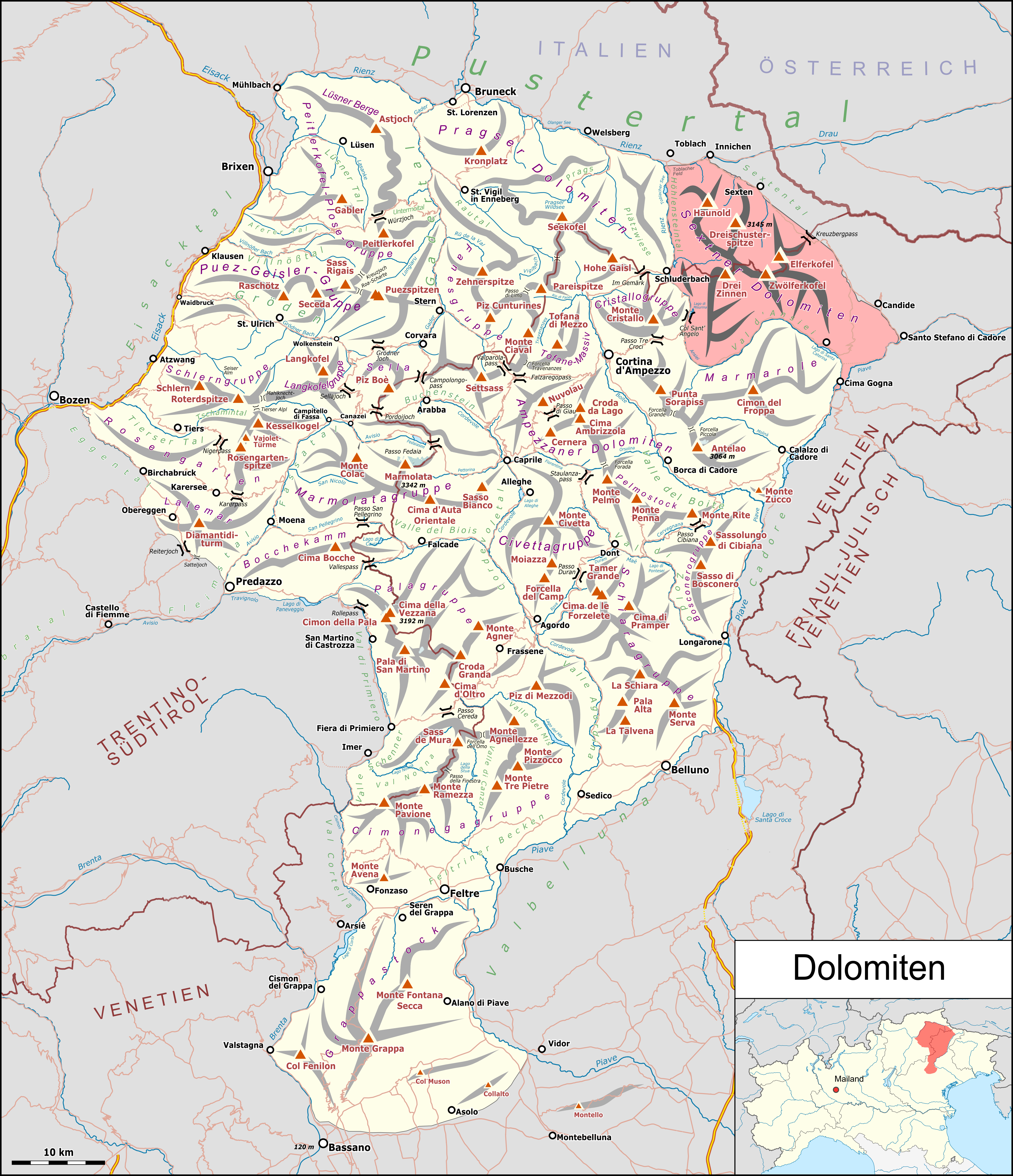
poloha Haunoldgruppe v Sextenských Dolomitech
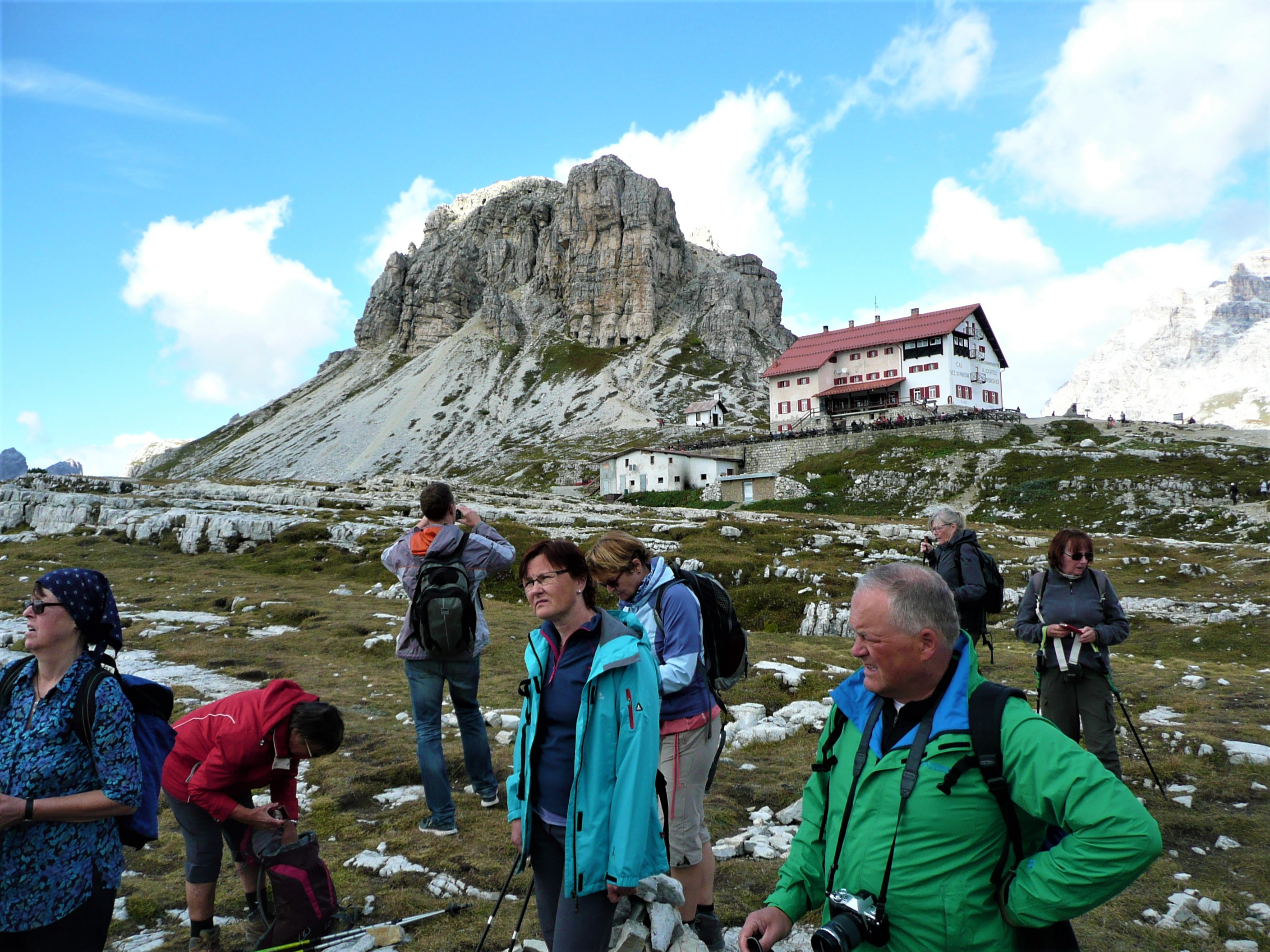
Schwalbenkofel od Dreizinnenhütte
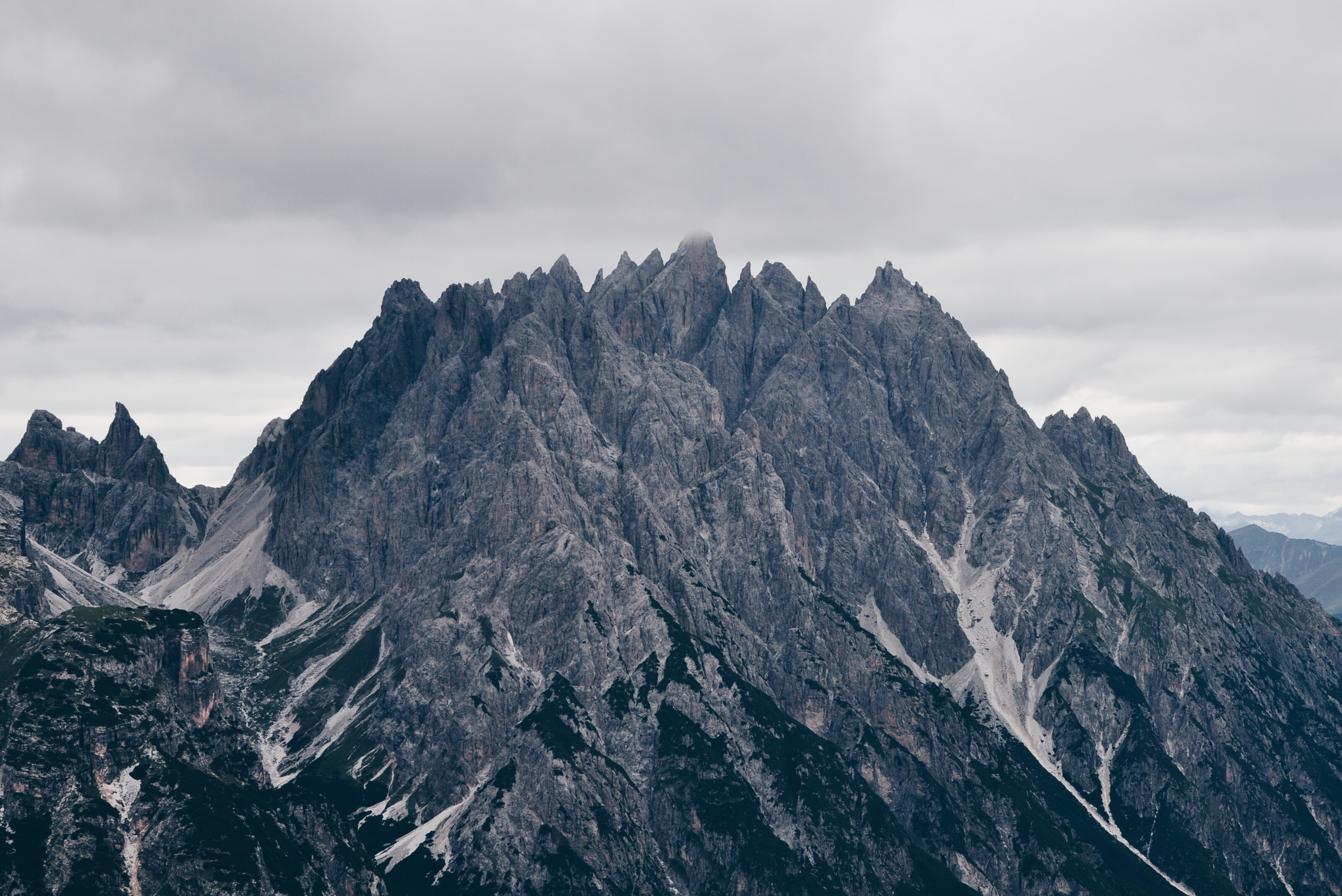
Haunold
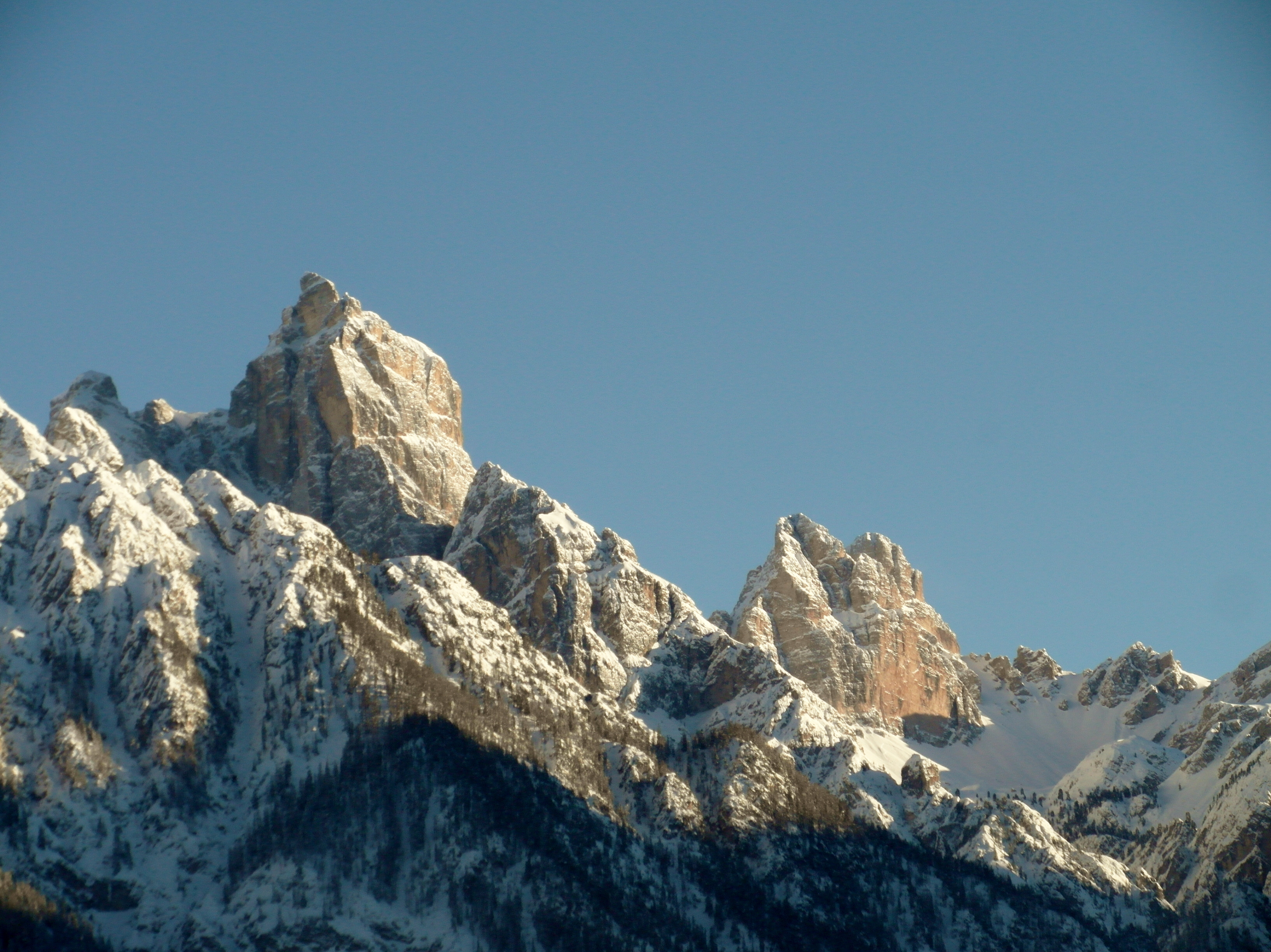
Birkenkofel